# Нефтяная биржа
Нефтяная биржа - это товарная биржа, на которой торгуются такие энергоносители, как сырая нефть и природный газ. Например, это Нью-Йоркская товарная биржа и Intercontinental Exchange. 
В 2005 году была заявлена Иранская нефтяная биржа, которая пообещала предложить альтернативу торговле нефтью в нефтедолларах, используя вместо этого Нефтеевро в качестве своей торговой валюты. Несмотря на несколько попыток реализовать этот проект, в течение полутора десятилетий, Иранская нефтяная биржа не сдвинулась с места и в январе 2020 года была официально отменена.